# سیارک ۴۳۹۷
سیارک ۴۳۹۷ (به انگلیسی: 4397 Jalopez، نامگذاری:1981JS1) چهار هزار و سیصد و نود و هفتمین سیارک کشف شده‌است که در ۹ مه ۱۹۸۱ کشف شد.
قدر مطلق سیارک برابر ۱۳٫۷۰ است.